# Sima Wali
Sima Wali (Kandahar, Afganistán, 7 de abril de 1951 - Falls Church, Virginia, Estados Unidos, 22 de septiembre de 2017) fue una de las principales defensoras de los derechos humanos afganos en el mundo, sirviendo como activista internacional por las libertades y el empoderamiento de los refugiados y la población de desplazados internos. Fue directora ejecutiva de Refugee Women in Development (RefWID), Inc., una organización global sin fines de lucro que abogó por los derechos civiles de las mujeres y niñas refugiadas que huyen de conflictos y por su reintegración equitativa en sus sociedades. También fue vicepresidenta del Sisterhood Is Global Institute, el primer grupo de expertos feministas del mundo.
Wali dijo que su experiencia personal como refugiada de la Guerra Soviética-Afgana inspiró su lucha por los derechos humanos de las poblaciones desarraigadas. Sus testimonios a lo largo de su carrera ante el Naciones Unidas, el Congreso de los Estados Unidos y el Departamento de Estado de los Estados Unidos llevó a la apropiación de millones de dólares para apoyar a las ONG afganas dirigidas por mujeres y la participación de las mujeres en la naciente democracia de Afganistán.
Wali pronunció el discurso de apertura en la celebración de las Naciones Unidas del Día Internacional de la Mujer en 2002, hablando junto al Secretario General de la ONU Kofi Annan, la primera dama Laura Bush y Reina Noor de Jordania.

Durante más de veinte años, he emprendido mi propia yihad por la justicia social y la paz, ya que los derechos de mis hermanas afganas han sido sistemáticamente violados hasta el punto de convertirnos en no ciudadanos en nuestro propio país. Las mujeres afganas han sufrido crímenes atroces contra la humanidad y necesitan influencia diplomática y financiera de la comunidad internacional para ayudarlas en su lucha por recuperar el lugar que les corresponde en la sociedad afgana e internacional. -Sima Wali en las Naciones Unidas, 2002

También fue oradora en Ford Hall Forum en 1999 y 2009, y ha participado en el proyecto Dropping Knowledge, entre muchos otros eventos prestigiosos e instituciones notables.

## Carrera
En 2001, Sima Wali fue una de las tres únicas delegadas en el Acuerdo de Bonn organizado por la ONU en Alemania, que formó un nuevo gobierno afgano, luego de la caída de los talibanes. Ella sirvió como representante de la delegación de Roma del rey Mohamed Zahir Shah.
En la conferencia, Wali fue fundamental en la creación del Ministerio de Asuntos de la Mujer, insistiendo ante sus homólogos masculinos incluyan permanentemente el ministerio en la nueva administración. Luego fue nominada para dirigir ese ministerio, pero lo rechazó para centrarse en su activismo internacional. Wali pasó a nominar a Sima Samar para el cargo de Ministra de Asuntos de la Mujer y también postuló a otras mujeres para servir en el gobierno interino y se aseguró de que se incorporase un lenguaje sensible al género en el acuerdo de paz.

"Las mujeres deben participar activamente en la negociación de la paz. Como no combatientes, están mejor equipadas para construir y mantener una cultura de paz. Ya no podremos conformarnos con decisiones que no son sensibles al género a medida que formamos el futuro de nuestra futura nación devastada por la guerra ". -Sima Wali en Bonn, Alemania, 2001

Ese mismo año, Wali se desempeñó como organizadora principal de la Cumbre de Mujeres Afganas por la Democracia en Bruselas,  una reunión incomparable de este tipo. La cumbre se convocó con la ayuda de Equality Now, UNIFEM, el Asesor de Género del Secretario General de las Naciones Unidas, junto con una coalición de organizaciones de mujeres. Según Equality Now, la Cumbre de Mujeres Afganas "adoptó una expresión histórica de los sueños y aspiraciones de las mujeres afganas, junto con una lista de demandas concretas para la implementación inmediata relacionada con la reconstrucción de Afganistán".
En junio de 2003, Wali fue acompañada por la cofundadora y directora ejecutiva Ritu Sharma Women Thrive Worldwide en una misión de defensa de los derechos humanos en Afganistán. Fue uno de los varios viajes que Wali realizó a su tierra natal y a los campos de refugiados afganos en Pakistán, donde dirigió docenas de seminarios de capacitación. Wali a menudo habló en contra de "la marginación constante" de las mujeres en las sociedades de refugiados y de posguerra, pidiendo capacitación que ayude a esas mujeres a convertirse en líderes.
Según la ONG Dropping Knowledge, "Wali ha sido pionera en el desarrollo de modelos de programas destinados a empoderar a las mujeres afectadas por el conflicto, reconstruir las instituciones democráticas de la sociedad civil posteriores al conflicto y abogar por la protección de los derechos humanos de las mujeres y sus contrapartes masculinas". En la década de 1990, Wali jugó un papel importante en el apoyo al desarrollo de las ONG en Bosnia y Croacia durante las guerras yugoslavas.
También desempeñó un papel clave en la creación del Consejo de Políticas sobre Mujeres Afganas, una coalición de organizaciones no gubernamentales que trabaja para promover el estatus de las mujeres en Afganistán y para garantizar que las mujeres sean receptoras iguales de los fondos de asistencia para el desarrollo de los Estados Unidos.
Mientras estaba en Jalalabad, Afganistán, en 2005 para lanzar un proyecto sobre la construcción de la democracia entre las mujeres, Wali escapó por poco de la muerte a manos de los  Talibán y Al-Qaeda y militantes pakistaníes. Aunque antes había recibido  amenazas de muerte de los talibanes, fue lo más cercano a un atentado realizado por fuerzas opositoras a su trabajo. 
Desde su ascenso a mediados de la década de 1990, Wali había sido un opositora verbal de la ideología de los talibanes. En el Foro del Estado del Mundo en 1998, ella dijo:

Los talibanes están usando la cultura y la religión para mantener a las mujeres deprimidas, pero no hay nada en mi religión que enseñe a mantener a las mujeres en casa, no educarlas, matarlas de hambre y negarles tratamiento médico, por lo que mueren. El Islam nos enseña a cuidar y proteger a las mujeres, por lo que argumentar que el tratamiento de las mujeres en Afganistán está bien porque es nuestra cultura y religión es un argumento en el vacío ".

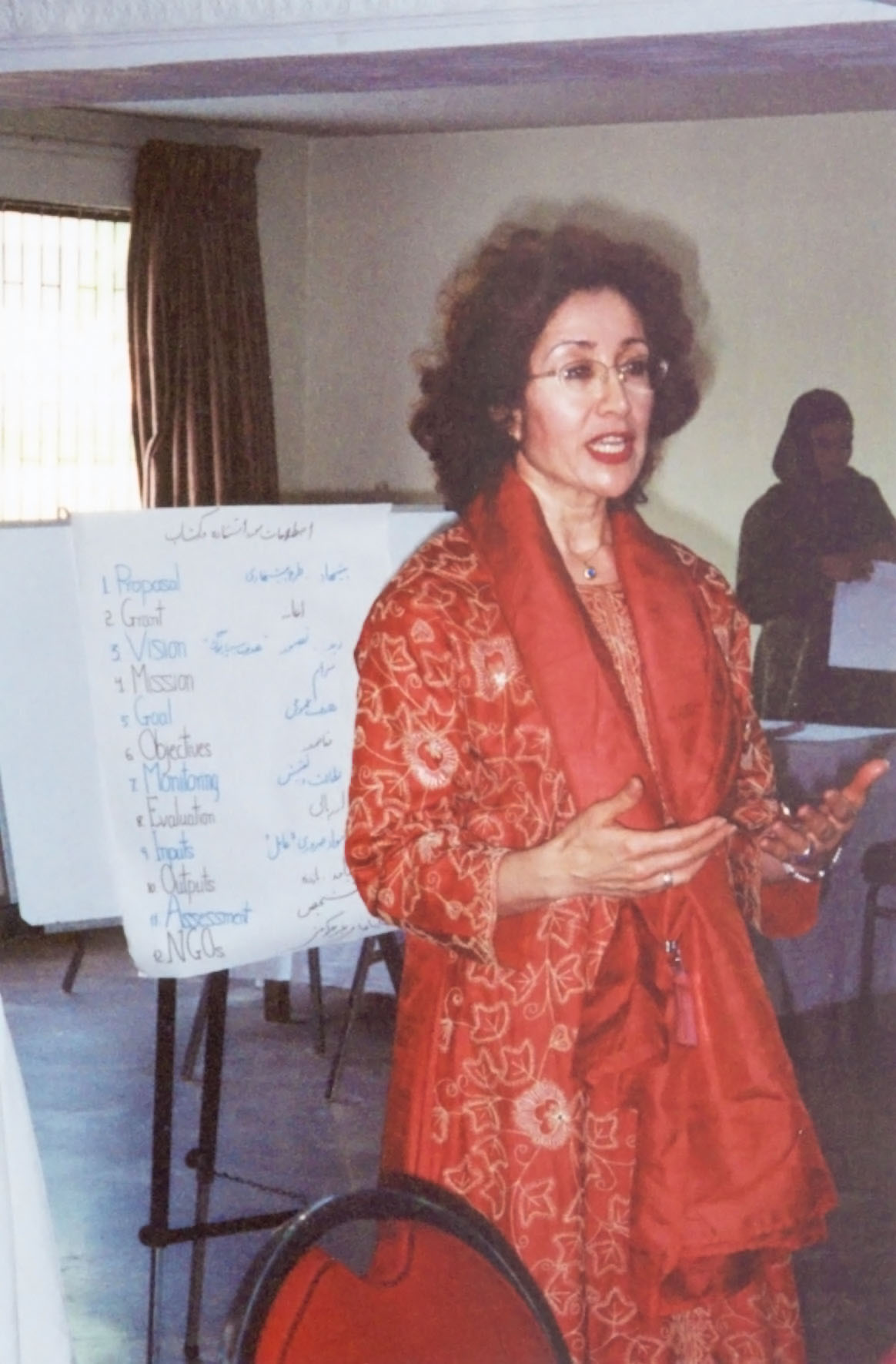
Sima Wali dirige un seminario de capacitación para refugiados afganos en un campamento en Peshawar, Pakistán, en 1998.

También había sido una crítica audaz de lo que sentía era el abandono del gobierno estadounidense de Afganistán entre los 12 años que terminó la Guerra Soviética-Afgana y el comienzo de la invasión liderada por Estados Unidos de Afganistán.

"Estados Unidos ayudó a crear y apoyar a los 'Guerreros Sagrados', el grupo más fanático que obtuvo la mayor parte de las armas de los Estados Unidos. Jugó un papel importante en la situación de Afganistán al financiar básicamente la guerra, y ahora tiene la responsabilidad de ayudar a financiar la paz. Las mujeres y sus hijos han llevado la peor parte, pero los Estados Unidos ahora deben usar su influencia para encontrar la paz y lograr una resolución ". -Sima Wali en San Francisco, California, 1998

Los escritos de Wali se han publicado en revistas destacadas, periódicos y libros. En Women in Exile (Mujeres en el exilio), relata algunos de los desgarradores detalles de su fuga de Afganistán en 1978.
Wali es coautora de Invisible History: Afghanistan's Untold Story (Historia invisible: la historia no contada de Afganistán)  (2009) con Paul Fitzgerald y Elizabeth Gould. Fitgerald y Gould, junto con RefWID, también produjeron el documental The Woman in Exile Returns: The Sima Wali Story (La mujer en el exilio regresa: la historia de Sima Wali). Que cuenta la historia del regreso de Wali a Kabul en octubre de 2002 después de 24 años en exilio y su trabajo para ayudar en los esfuerzos de la reconstrucción.
Wali pronunció discursos, dirigió conferencias y participó en paneles en muchas universidades e instituciones, que incluyen las Naciones Unidas, el Congreso de los Estados Unidos, el Departamento de Estado de los Estados Unidos, Amnistía Internacional, el Foro Ford Hall, la Facultad de Derecho de la Universidad de Yale, la Facultad de Derecho de la Universidad George Washington, Northeastern University, Woodrow Wilson Center, el Consejo Carnegie para la Ética en Asuntos Internacionales y el proyecto Dropping Knowledge.
Ha sido entrevistada y presentada en varios programas de noticias en CNN, CBS News, ABC News, FOX News, Al Jazeera, NPR y CBC.  Antes de su exilio a los Estados Unidos en 1978, Wali trabajó para Embajada de los Estados Unidos en Kabul y Cuerpo de Paz de ese mismo país.
Wali murió el 22 de septiembre de 2017 en Falls Church, Virginia de Síndrome de Shy-Drager a la edad de 66 años.

## Educación
Sima Wali recibió títulos de doctorado honoris causa por Smith College y Universidad Shenandoah en 2002 y 2003, respectivamente. Obtuvo su maestría en Relaciones Internacionales de la American University 's School of International Service (SIS); y recibió su licenciatura en Administración de Empresas de la Universidad de Kabul.

## Premios
- Amnistía Internacional,  Ginetta Sagan Fund Award  (1999)[17]
- Comisión de Mujeres para Mujeres y Niños Refugiados,  Premio Mujeres de Visión  (1992)
- Women Donors Network,  Premio a las mujeres ingeniosas  (1992)
- Sra. Fundación para la Mujer,  Gloria Steinem Premio Mujeres de la Visión  (1989)[18]
- National Conference for College Women Student Leaders,  Women of Distinction Award  (1988)
- Fundación Clairol,  Take Charge Award  (1987)

## Consultorias
- Especialista técnico superior, PADCO / AECOM, Proyecto de medios de vida alternativos, Badakhshan, Afganistán (2005-2006)
- Asesor, Agencia de los Estados Unidos para el Desarrollo Internacional (USAID), liderazgo de ONG / PVO (2003)
- Asesora, Women for Women International (1997-2003)
- Asesor, Departamento de Salud y Servicios Humanos de los EE. UU., Oficina de Reasentamiento de Refugiados, Grupo de Trabajo de Mujeres Refugiadas sobre programas y políticas relacionadas con los programas nacionales de mujeres refugiadas (2002)
- Asesor, Alto Comisionado de las Naciones Unidas para los Refugiados en programas y políticas de desarrollo para mujeres refugiadas y desplazadas (2001)
- Asesor, División de las Naciones Unidas para el Avance de la Mujer en el desarrollo de programas y políticas sensibles al género para mujeres desarraigadas y para mujeres y niñas que experimentan grandes transiciones civiles y políticas (2000)
- Junta de Directores y Asesora, Centro de Trauma para Refugiados de la Universidad de Harvard sobre proyectos de desarrollo, políticas y prácticas que impactan a las mujeres en sociedades que experimentan transformaciones sociopolíticas (1987-1989, 2000)
- Asesor, Enviado Especial de las Naciones Unidas para Afganistán y el Gobierno de Noruega sobre consulta especial sobre Afganistán (1999)
- Junta Directiva, Fondo para el Futuro de Nuestros Niños (1995-1999)
- Asesor, Desarrollado Creative Associates International, Inc., programas sobre género, derechos humanos y migración forzada (1998)
- Junta de Directores, Comisión de Mujeres para Mujeres y Niños Refugiados (1990-1994)